# サイン・オブ・ザ・ハンマー
『サイン・オブ・ザ・ハンマー』（Sign of the Hammer）は、アメリカ合衆国のヘヴィメタル・バンド、マノウォーが1984年に発表した4作目のスタジオ・アルバム。バンドが新たに契約を得たヴァージン・レコードのサブ・レーベル、10レコードから発売された。
「ガイアナ（呪われた信者）」は、ガイアナのジョーンズタウンで起きた人民寺院の信者の集団自殺事件を題材としており、歌詞は自殺した信者の視点となっている。

## 反響・評価
スウェーデンではバンド初のアルバム・チャート入りを果たし、最高34位を記録した。イギリスでは1984年10月6日付の全英アルバムチャートで73位を記録し、バンドにとって2作目の全英トップ100アルバムとなるが、本作以降、バンドはイギリスでヒットに恵まれていない。
Eduardo Rivadaviaはオールミュージックにおいて5点満点中2.5点を付け「前作『ヘイル・トゥ・イングランド』のプロデューサーであるジャック・リチャードソンと再び組んだにもかかわらず、本作のサウンドは前作と比べて著しく平坦で、"Thor (The Powerhead)"や"The Oath"といった有望な曲も、衝撃が和らげられてしまっている」と評している。

## 収録曲
特記なき楽曲はジョーイ・ディマイオ作。7.はインストゥルメンタル。
1. 狂気の掟 "All Men Play on 10" – 4:01
2. 野獣列伝 "Animals" – 3:33
3. 獣神トール "Thor (The Powerhead)" – 5:23
4. 偉大なる山々 "Mountains" – 7:39
5. サイン・オブ・ザ・ハンマー "Sign of the Hammer" – 4:18
6. 死戦士宣言 "The Oath" (Joey DeMaio, Ross the Boss) – 4:54
7. サンダーピック "Thunderpick" – 3:31
8. ガイアナ（呪われた信者たち） "Guyana (Cult of the Damned)" – 7:10

## カヴァー
「獣神トール」は、セリオンのアルバム『Crowning of Atlantis』（1999年）でカヴァーされており、同ヴァージョンにはラルフ・シーパースがゲスト参加した。

## 参加ミュージシャン
- エリック・アダムス - ボーカル
- ロス・ザ・ボス（英語版） - ギター、キーボード
- ジョーイ・ディマイオ - ベース、8弦ベース、ベース・ペダル
- スコット・コロンバス（英語版） - ドラムス、パーカッション